# Begonia pinglinensis
Espèce
Begonia pinglinensis est une espèce de plantes de la famille des Begoniaceae.
Elle a été décrite en 2005 par Ching I Peng.